# Skuggvivel
Skuggvivel, Sciaphilus asperatus, är en skalbaggsart som först beskrevs av Gabriel von Bonsdorff 1785.  Skuggvivel ingår i släktet Sciaphilus, och familjen äkta vivlar, Curculionidae. Arten har livskraftiga, (LC), populationer i både Sverige och Finland.

## Bildgalleri

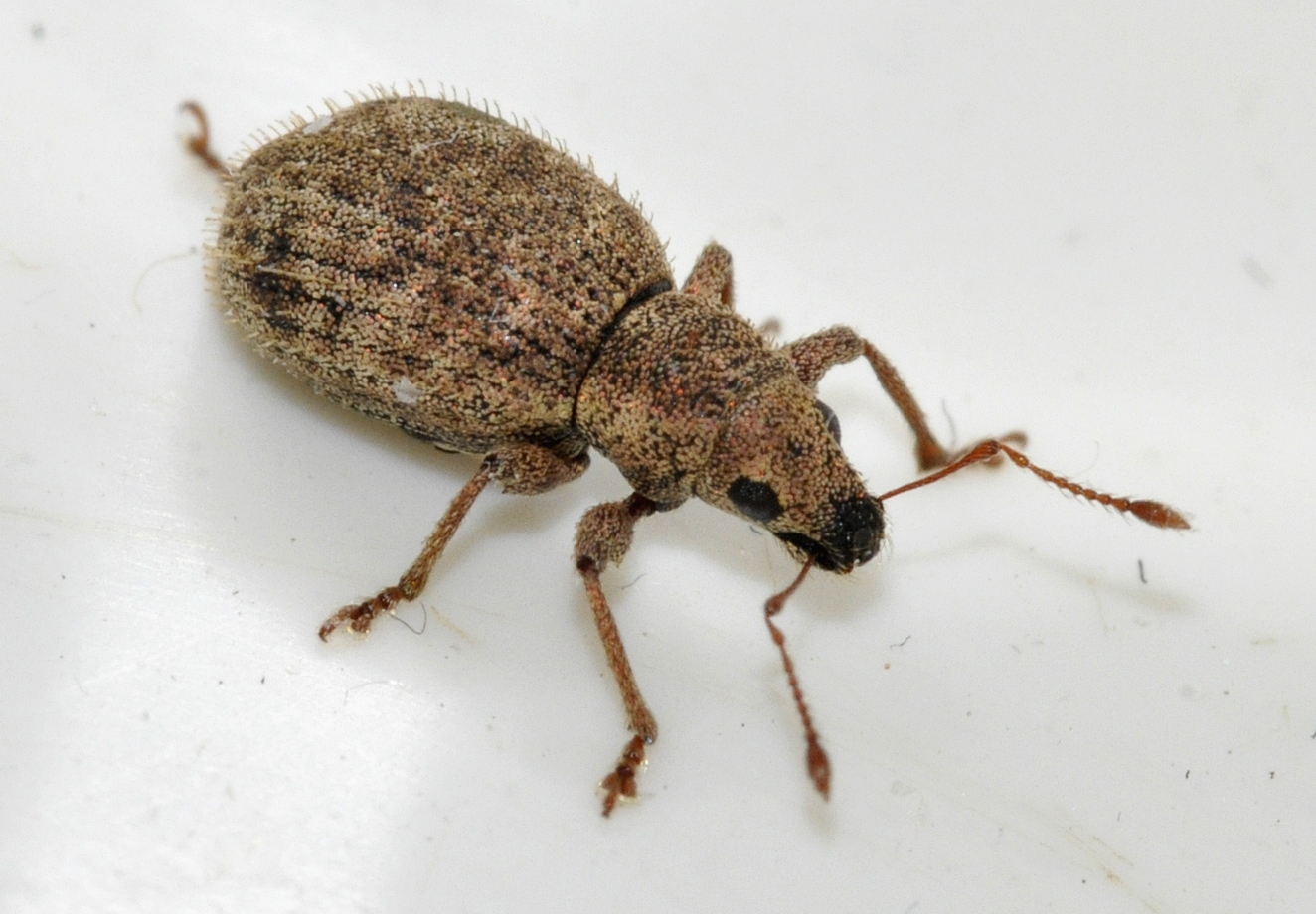
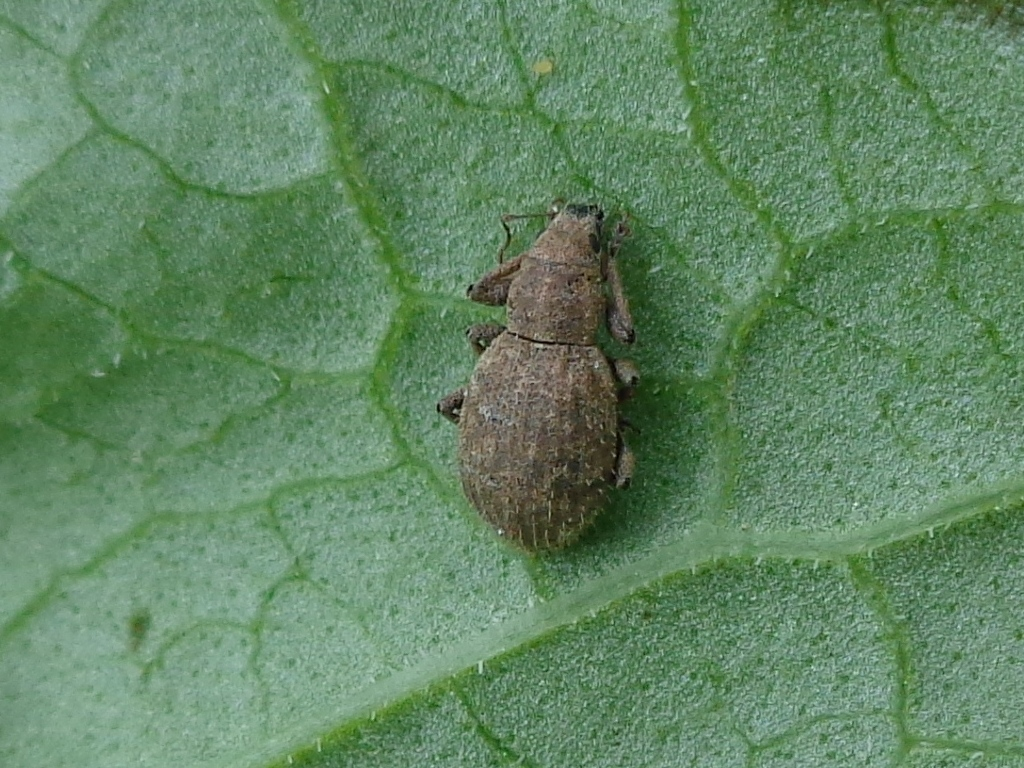
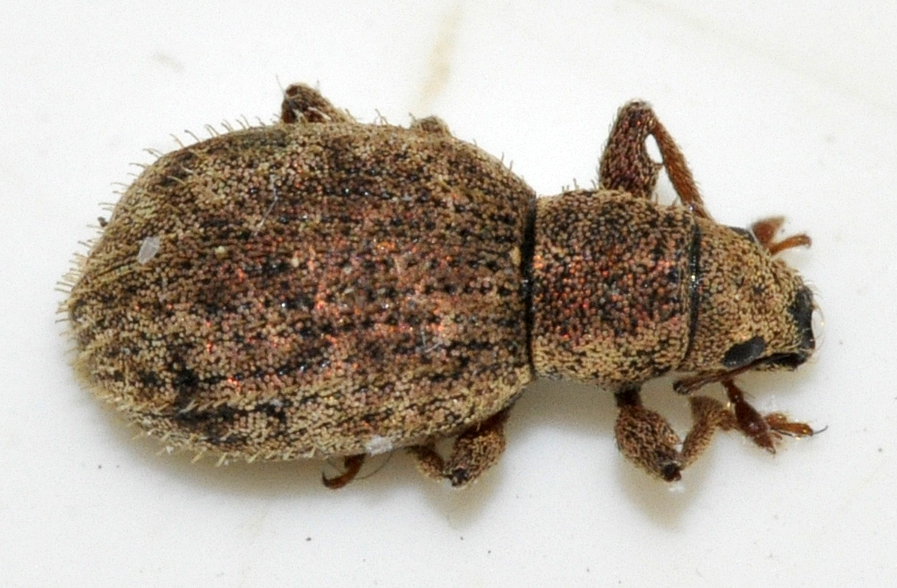